# Marathon Man
Marathon Man és una pel·lícula estatunidenca dirigida per John Schlesinger, estrenada el 1976. La cinta és una adaptació de la novel·la homònima de William Goldman apareguda el 1975. Aquesta pel·lícula ha estat doblada al català.

## Argument
Babe Levy és un jove novaiorquès, acabat de diplomar a la universitat i corredor de marató. Es trobarà malgrat ell al món despietat de les intrigues internacionals. El seu germà Doc treballa oficialment a la indústria petroliera. En realitat, és membre actiu d'una organització governamental secreta, i és assassinat. S'entera que el Dr. Szell, un criminal de guerra nazi, hauria vingut a recuperar un tresor de guerra que hauria confiat abans al seu germà... Babe Levy haurà de córrer la marató de la seva vida per eludir les tenalles que es tanquen de nou sobre ell.

## Repartiment
- Dustin Hoffman: Thomas Babington Levy (Babe)
- Laurence Olivier: Dr. Christian Szell (l' «àngel blanc») - Christopher Hess
- Roy Scheider: Henry David Levy (Doc)
- William Devane: Peter Janeway
- Marthe Keller: Elsa Opel
- Fritz Weaver: Professor Biesenthal
- Richard Bright: Karl
- Marc Lawrence: Erhard
- Allen Joseph: El pare de Babe
- Tito Goya: Melendez
- Ben Dova: Klaus Szell, el germà de Christian
- Lou Gilbert: Rosenbaum
- Jacques Marin: LeClerc
- James Wing Woo: Chen
- Nicole Deslauriers: Nicole

## Anècdotes
- Una anècdota cèlebre voldria que en l'últim dia de rodatge, Dustin Hoffman, que acaba de fer un llarg footing per semblar esgotat en el pla que es prepara a ser rodat, es sorprengui de la poca preparació de Laurence Olivier per a l'escena. Aquest últim, imperturbable, li hauria respost: «I si es conformés a interpretar? ». La realitat és de fet diferent com ho explica Dustin Hoffman en la seva entrevista realitzada a L'actor Studio per James Lipton. Estant en tràmits de divorci, Dustin Hoffman intentava oblidar les seves preocupacions dedicant-se al treball. Laurence Olivier, qui ho havia entès, va voler amb aquesta frase, fer-li comprendre que ho sabia i que li donava el seu suport.